# ميمون إل قاضي
ميمون إل قاضي (بالهولندية: Mimoun El Kadi)‏ (9 مايو 1987 في هولندا - ) هو لاعب كرة قدم هولندي في مركز الوسط. لعب مع أدو دين هاغ.

## وصلات خارجية
- ميمون إل قاضي على موقع قاعدة بيانات كرة القدم.إي يو (الإنجليزية)